# Beograd Gazela

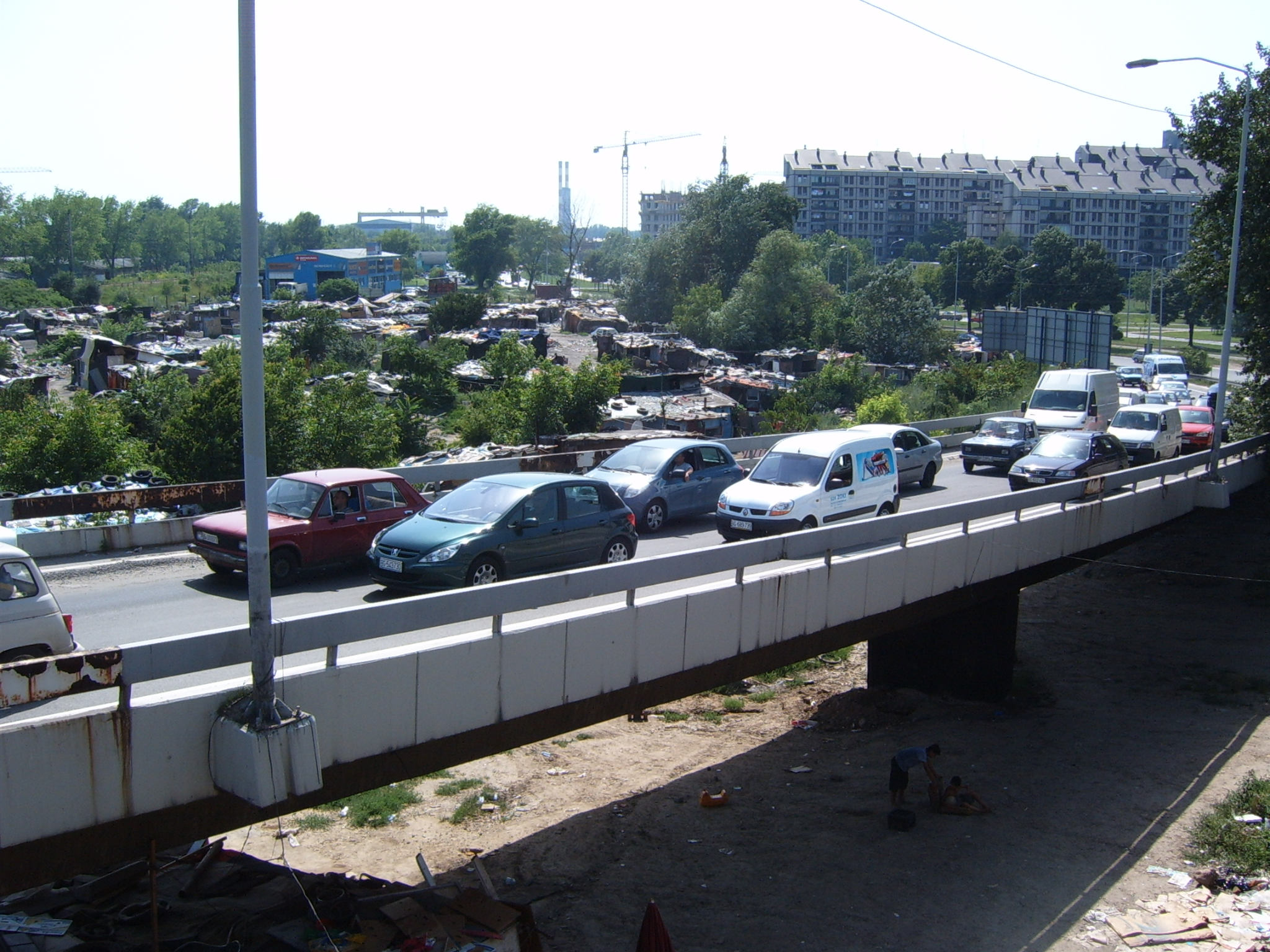
Beograd Gazela von der Gazela Brücke aus

Beograd Gazela war eine bis 2009 existierende Elendssiedlung in Belgrad (Stadtteil Novi Beograd), Hauptstadt Serbiens. Es handelte sich um eins von etwa 150 derartigen Quartieren in Belgrad. Volkstümlich und abwertend wurde sie auch als Karton City bezeichnet. Ein unbestimmter, wenngleich großer Teil der Bewohner gehörte der Roma-Minderheit an, weshalb auch von einer „Roma-Siedlung“ gesprochen wurde. Der spektakuläre Charakter des dortigen Elends machte den Ort – wie andere osteuropäische Slums mit vielen Roma, die mit dem Ende der sozialistischen Ära entstanden – zu einem touristischen Reiseziel von Besuchern aus den westeuropäischen Wohlstandsgebieten und zu einer als „pittoresk“ geltenden Sehenswürdigkeit.

## Siedlung

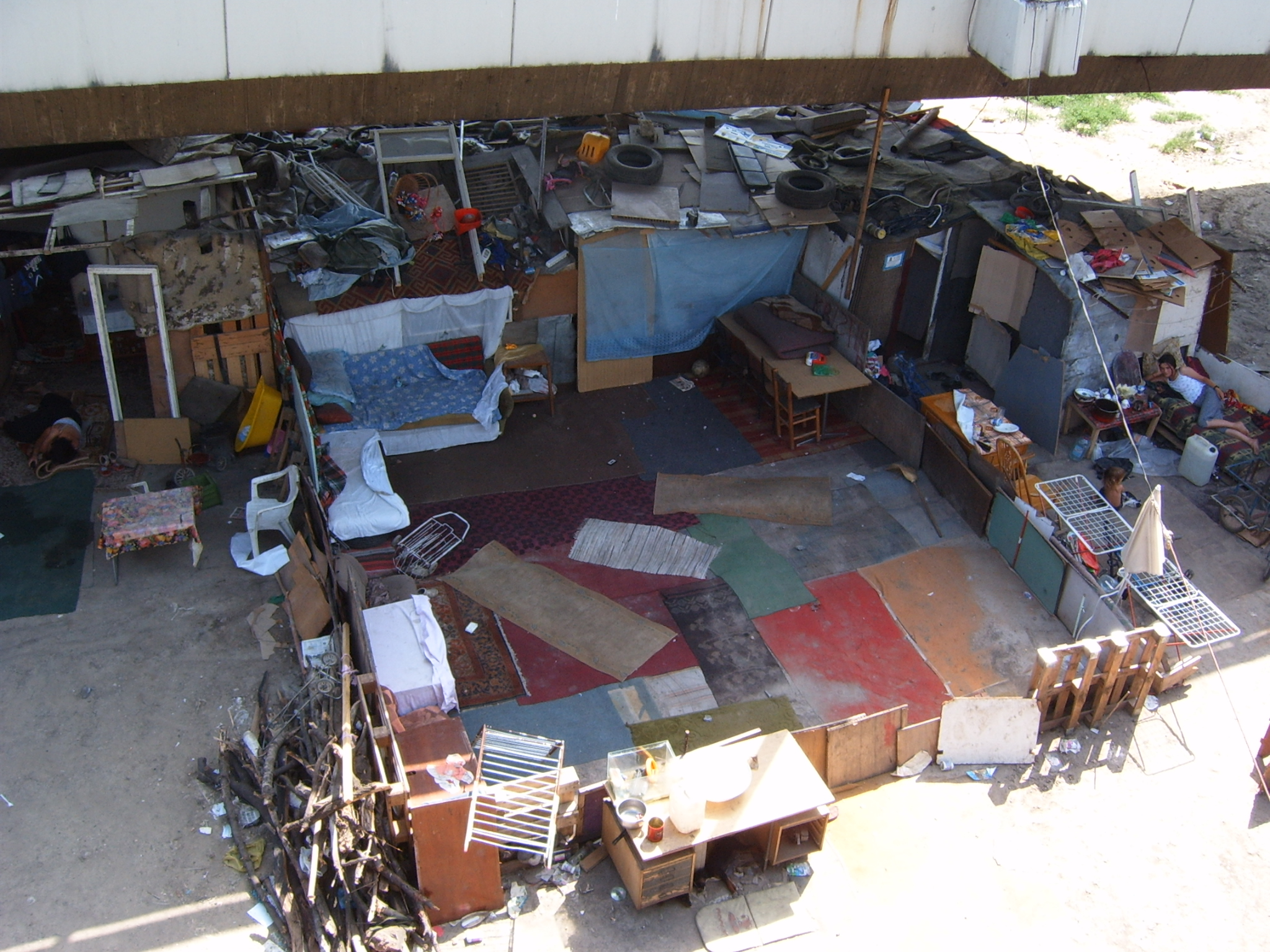
Wohnplatz in Beograd Gazela

Beograd Gazela war eine informelle Ansiedlung ohne kommunale Infrastruktur. Die Behelfsbehausungen wurden aus Kartons, Blechen und anderen Altmaterialien errichtet.
Die Ansiedlung lag im Zentrum der Stadt unter der Autobahnbrücke Gazela und grenzte an die Gleisanlagen der Eisenbahn. Dort kontrastierte das Elend mit den Luxushotels um das Sava-Kongresszentrum.
In Beograd Gazela lebten 2009 etwa 800 Menschen in 114 registrierten Familien mit Belgrader Meldebescheinigung und 60 Flüchtlingsfamilien, die aus dem Kosovo vertrieben wurden oder geflüchtet waren. Zum Teil handelte es sich auch um aus Westeuropa, so aus Deutschland, abgeschobene Personen.

## Umsiedlung
Im Zusammenhang mit der umfangreichen Sanierung der Brücke war geplant, den Slum aufzulösen und die Bewohner umzusiedeln. Im August 2009 wurde die Planung umgesetzt und die Ansiedlung zerstört. Laut Angaben der OSZE wurden die mit Wohnsitz in Belgrad gemeldeten Familien und die als Binnenvertriebene aus dem Kosovo Registrierten nach der Zwangsräumung in verschiedene Behelfsunterkünfte in Belgrader Vororten verlegt, und zwar in Metallcontainer mit Nutzungsverträgen über fünf Jahre. Es handelte sich um Container, wie sie im Raum Belgrad normalerweise als provisorische Büroräume auf Baustellen verwendet werden. Sie entsprechen den internationalen Standards für angemessenes Wohnen nicht. Familien mit bis zu fünf Mitgliedern erhielten einen 14,8 m2 großen Container, größere Familien einen Doppelcontainer. Die Wohnplätze waren mit Gemeinschaftssanitäranlagen ausgestattet. Die Containersiedlungen liegen an der städtischen Peripherie und abseits der Ansiedlungen der Mehrheitsbevölkerung. Die segregierte Lage und die damit einhergehenden Kosten für den Zugang zum städtischen Zentrum machen es den Bewohnern schwer, Arbeit zu finden und Zugang zu sozialen Leistungen zu erhalten.
2010 wurden zwölf Familien in das Sozialwohnungsprogramm aufgenommen und erhielten entsprechende Wohnungen.
61 Familien wurden in ihre Herkunftsgemeinden in Südserbien abgeschoben. Sie erhielten eine begrenzte finanzielle Unterstützung durch das Ministerium für Arbeit und Sozialpolitik. Die Herkunftskommunen befinden sich überwiegend in armen Regionen im Süden Serbiens, wo es keine Arbeitsplätze gibt und die Rückwanderer in unmittelbarer Konsequenz der Zwangsräumung obdachlos wurden.
2012 stellte die Europäische Kommission Mittel für dauerhaften Wohnraum für einen Teil der aus Gazela sowie aus dem informellen Slum Belvil Vertriebenen zur Verfügung. Die meisten der ins Auge gefassten Standorte liegen weit vom Belgrader Stadtzentrum entfernt, in einigen Fällen 25–50 km. Sie befinden sich abseits von Kleinstädten und Dörfern, haben eine unzureichende Anbindung an öffentliche Verkehrsmittel und bieten keine Arbeitsmöglichkeiten. Die Entscheidung über die Standorte wurde ohne Rücksprache mit den Betroffenen getroffen. Nach Auffassung von amnesty international wurden „ihre Rechte auf Wasser, sanitäre Anlagen, Bewegungsfreiheit und Arbeit verletzt“. Die neuen Unterkünfte entsprechen wiederum nicht den internationalen Standards für angemessenes Wohnen.
Seit 2009 wurden von den Behörden etwa 2.700 Roma aus Belgrad zwangsgeräumt.